# アマドコス1世 (オドリュサイ王)
アマドコス1世 (古代ギリシア語: Ἀμάδοκος)、アマドクス、アマトコス、おそらくより正確にはメートコスまたはメードコス (古代ギリシア語: Μήτοκος/Μήδοκος, Mētokos/Mēdokos, ラテン語ではメドクス Medocus) は、オドリュサイのトラキア人の王。紀元前5世紀後半から紀元前4世紀前半、少なくとも紀元前405年以前から紀元前390/389年以後にかけて在位したと推定されている 。

## 親族と比定
間接的史料から、アマドコス1世はシタルケスの息子であり、オドリュサイの王統のうち「小」と呼ばれる系統の代表者であった。イソクラテスは彼を「大アマドコス」と呼んでいるが、テオポンポスによればアマドコスという名の王は親子二人おり、子の方がマケドニア王ピリッポス2世と同時代人であったという。これに従えば、アマドクス1世はアマドコス2世の父ということになる。現代の歴史家のほとんどは、メードコスとアマドコス1世を同一人物とみなしている。

## 生涯
メードコス/アマドコス1世がセウテス1世からオドリュサイ王位を継いだのは明らかであり、少なくとも紀元前405年には、セウテス（一般にはセウテス2世と同一視される）と共同でその座についていた。紀元前405年のアイゴスポタモイの海戦において、アテナイの政治家・軍人であったアルキビアデスが、トラキア王メードコスとセウテスが自分たちの同盟者であると語っている。メードコス/アマドコス1世はみずから後見を務めるセウテス2世を南東トラキアのより下級の王としたが、かつてセウテス2世の父マイサデスが支配していた領域全てを掌握することはできず、そのいくらかはテレス2世と呼ばれる人物に属していた。紀元前400/399年冬、アテナイのクセノポン率いる傭兵隊がセウテス2世のもとで仕えていた。後に歴史家として知られるようになるクセノポンによれば、メードコス/アマドコス1世はセウテス2世の主君かつ保護者であり、海岸から12日かかる内陸に居を構えていたという。
後にセウテス2世はメードコス/アマドコス1世をさげすんで反乱を起こしたが、アテナイの将軍トラシュブロスが2人を和解させ、紀元前390/389年に両人とアテナイ間の同盟を更新した。
メードコス/アマドコス1世は、オドリュサイ王の硬貨に、両刃斧（ラブリュス）の図像を紋章のような形で刻ませた。これは彼の王統の数世代に受け継がれた。
メードコス/アマドコス1世は、おそらく紀元前390/389年の後まもなく死去した。

## 後世への影響
南極圏サウス・シェトランド諸島のリヴィングストン島にあるアマドク峰は、アマドコス1世の名にちなんでいる。